# Benjamin Griveaux
Benjamin-Blaise Griveaux (29 de diciembre de 1977) es un político francés que fue elegido como diputado en la Asamblea Nacional francesa el 18 de junio de 2017, representando al departamento de París. Es portavoz del movimiento En Marche! y frecuentemente ha sido descrito como uno de los aliados políticos más cercanos al presidente Emmanuel Macron.

## Biografía
Griveaux nació en Saint-Rémy en 1977. Su padre es notario y su madre, abogada. Estudió Ciencias Políticas en el Instituto de Estudios Políticos de París, donde fue vicepresidente del sindicato estudiantil y fundó la revista llamada L'Autodafé. Graduado en 1999, continuó sus estudios en la Escuela de Estudios Superiores de Comercio (HEC París), obteniendo un máster en 2001. No logró acceder a la Escuela Nacional de Administración. Griveaux está casado con Julia Minkowski, abogada y tienen dos niños.

## Carrera
Entre 2003 y 2008 comenzó a trabajar para A Gauche en Europe, un think-tank o grupo de expertos fundado por el dirigente Dominique Strauss-Kahn y dirigido por Michel Rocard. Trabajó como asesor de Strauss-Khan y apoyó su intento infructuoso de liderar el Partido Socialista en 2006. El mismo año fundó Mediane Conseil, una consultora de selección de directivos.
En 2008, se presentó por el Partido Socialista en las elecciones municipales y departamentales, en Chalon-sur-Saône, celebradas simultáneamente ese año. Logró ganar un asiento como consejero municipal de Chalon-sur-Saône y consejero departamental de Saona y Loira. Más tarde fue nombrado vicepresidente del Consejo Departamental, que luego fue dirigido por Arnaud Montebourg. En 2012 trabajó en la campaña de François Hollande a la presidencia de la República y tras la elección de Hollande fue asesor de la ministra de Salud, Marisol Touraine. En 2014 renunció a sus mandatos con el fin de hacerse cargo de la empresa inmobiliaria comercial Unibail, lo que provocó críticas de un funcionario local. En Unibail, trabajó como director de comunicaciones y relaciones públicas. Dejó la compañía en octubre de 2016 para trabajar con dedicación exclusiva para En Marcha!

## La República en Marcha
Conoció a Emmanuel Macron en diciembre de 2015 a través de Ismaël Emelien. Estuvo presente en las reuniones previas al nacimiento de En Marcha! y fue nombrado portavoz del movimiento. Griveaux ha sido descrito con frecuencia en los medios de comunicación como uno de los aliados políticos más cercanos a Macron. 
En las elecciones legislativas de 2017, representó a La République en Marche! en la quinta circunscripción de París, donde su oponente era Seybah Dagoma, miembro de la asamblea socialista desde 2012. Griveaux ganó en segunda vuelta, el 18 de junio, con el 56.27% de los votos.
El 21 de junio fue nombrado secretario de Estado de Economía y Finanzas en el segundo gobierno de Philippe, un cargo creado recientemente. Huffington Post informó que su nuevo cargo era adjunto al ministro de Finanzas, Bruno Le Maire. Libération se refirió a Griveaux como 'los ojos y oídos del presidente' en los escalones superiores del poderoso Ministerio de Finanzas.
El 27 de marzo de 2019, dimite del Gobierno ya que anhela convertirse en el candidato de LREM a alcalde de París en las elecciones municipales de 2020. Al final, el 10 de julio, el partido lo elige como tal.

### Escándalo y Retirada de Candidatura
Retiro su candidatura para la Alcaldía de París por la difusión por medio de las redes sociales de un video de contenido sexual de Griveaux por parte de un bloguero ruso.